# Estadio Universitario (UTM)
El Estadio Universitario de la Universidad Técnica de Manabí es un estadio multiusos ubicado entre las avenidas Universitaria y Pablo Zamora, de la ciudad de Portoviejo. Como su nombre lo indica, pertenece a la Universidad Técnica de Manabí, cuyo campus queda a una cuadra del estadio. Es usado mayoritariamente para la práctica del fútbol, y allí juega como local el Club Social, Cultural y Deportivo Universitario, el Club Universitario Cañita Sport y el Club Deportivo Estudiantes de la Técnica, equipos de la Segunda División del fútbol ecuatoriano. Tiene capacidad para 8000 espectadores.
El estadio cumplió un gran papel en el fútbol local, ya que antes de la construcción e inauguración del Estadio Reales Tamarindos, Liga Deportiva Universitaria de Portoviejo hizo de local en este escenario deportivo por algunos años. También otros clubes portovejenses, como los ya mencionados Deportivo Universitario, Universitario Cañita Sport y Estudiantes de la Técnica, hacían y/o hacen de local en este escenario deportivo.
Asimismo, este estadio es sede de todo tipo de eventos deportivos y culturales, sobre todo si son organizados por la UTM. Destaca especialmente la práctica de cultura física y educación física, que también se realiza en el Coliseo Universitario de la Universidad Técnica de Manabí.